# إليزابيث وارن
إليزابيث آن وارن (بالإنجليزية: Elizabeth Warren)‏ ولدت في 22 يونيو 1949، سياسية أمريكية وأكاديمية سابقة، تشغل منذ عام 2013 منصب السيناتور الأقدم في مجلس الشيوخ الأمريكي من ولاية ماساتشوستس. كانت سابقًا أستاذة في كلية الحقوق مختصة في قوانين الإفلاس. كونها سياسية تقدمية وعضوًا في الحزب الديمقراطي في الولايات المتحدة، ركزت وارن على حماية المستهلك، وتساوي الفرص الاقتصادية، وشبكة الأمان الاجتماعي أثناء عملها في مجلس الشيوخ الأمريكي. وارن أيضًا مرشحة عن الحزب الديمقراطي في الانتخابات الرئاسية الأمريكية 2020.
وارن خريجة جامعة هيوستن وكلية روتغرز للحقوق وقد علمت القانون في العديد من الجامعات، بينها جامعة هيوستن، وجامعة تكساس في أوستن، وجامعة بنسلفانيا، وجامعة هارفرد. كانت إحدى أكثر الأساتذة الجامعيين تأثيرًا في مجال القانون التجاري قبل أن تبدأ عملها السياسي. ألفت خمسة كتب وشاركت في تأليف ستة كتب أخرى.
بدأت أول حملة لوارن في السياسة العامة عام 1995 حين عملت لمعارضة ما أصبح عام 2005 قانونًا يقيد إعلان الإفلاس للأفراد. نمت شهرتها الوطنية في نهاية الألفينيات بعد مواقفها القوية الداعمة لقوانين مصرفية أكثر حزمًا بعد الأزمة المالية بين عامي 2007 و2008. شغلت منصب عضو في لجنة المراقبة التابعة للكونغرس الخاصة ببرنامج إغاثة الأصول المتعثرة وأدت دورًا مهمًّا في تأسيس مكتب حماية المستهلك المالية، الذي شغلت فيه منصب أول مستشارة خاصة تحت رئاسة باراك أوباما.
في نوفمبر عام 2012، فازت وارن بانتخابات مجلس الشيوخ في ماساتشوستس، متغلبة على الجمهوري سكوت براون الذي كان يشغل المنصب قبلها لتصير بذلك أول امرأة تصبح سيناتورًا من ولاية ماساتشوستس. عينت في لجنة مجلس الشيوخ الخاصة للشيخوخة، ولجنة المصارف والسكن والشؤون المدنية، ولجنة الصحة والتعليم والعمل والمعاشات. أعيد انتخاب وارن لدورة ثانية بفارق كبير عن منافسيها عام 2018، متفوقةً على المرشح عن الحزب الجمهوري جوفري ديل. في التاسع من فبراير 2019، وفي حشد في لورنس، ماساتشوستس، أعلنت وارن ترشحها للانتخابات الرئاسية في الولايات المتحدة لعام 2020.

## بداية حياتها، والتعليم، والعائلة
ولدت وارن باسم إليزابيث آن هيرينغ في مدينة أوكلاهوما في 22 يونيو 1949. هي الرابعة من بين أبناء بولين لويس (كنيتها قبل الزواج ريد، 1912-1995)، مدبرة منازل، ودونالد جونز هيرينغ (1911-1997)، مدرب طيران في الجيش الأمريكي أثناء الحرب العالمية الثانية. وصفت وارن عائلتها بأنها تتأرجح «على الحافة البالية للطبقة المتوسطة» وأنهم كانوا «يتشبثون بتلك الحافة بأظافرهم». تربت هي وإخوتها الثلاثة الأكبر منها على اتباع المناهجية المسيحية.
عاشت وارن في مدينة نورمان في ولاية أوكلاهوما حتى بلغت من العمر 11 عامًا، حين عادت عائلتها إلى مدينة أوكلاهوما. حين كانت في الثانية عشر، أصيب والدها -الذي كان حينها بائعًا في شركة مونتغومري وارد- بأزمة قلبية أدت للعديد من الفواتير الطبية بالإضافة إلى حسم للراتب بسبب عدم استطاعته تأدية عمله السابق. بعد تركه عمله في المبيعات، عمل موظفًا للصيانة في مبنى شقق سكنية. في النهاية، أعيدت سيارة العائلة بسبب عدم قدرتهم على دفع الأقساط. لمساعدة العائلة في الشؤون المالية، وجدت أمها عملًا في قسم طلب الكاتالوغات في سيرز، عندما كانت في الثالثة عشر، بدأت وارن تعمل نادلةً في مطعم عمتها.
أصبحت وارن نجمةً في فريق مناظرة ثانوية شمال غرب كلاسن وفازت ببطولة مناظرة المدارس الثانوية على مستوى الولاية. فازت أيضًا بمنحة المناظرة لجامعة جورج واشنطن بعمر 16 عامًا. طمحت في البداية لتصبح معلمةً، ولكنها تركت جامعة جورج واشنطن بعد سنتين في 1968 لتتزوج جيمس روبرت «جيم وارن»، الذي تعرفت إليه في المدرسة الثانوية.
انتقلت وارن مع زوجها إلى هيوستن، حيث حصل على وظيفة لدى آي بي إم. التحقت هي بجامعة هيوستن وتخرجت عام 1970 ببكالوريوس في العلوم باختصاص بعلم السمع وأمراض النطق.
انتقل آل وارن إلى نيو جيرسي عند انتقال عمل جيم. سرعان ما أصبحت حبلى وقررت البقاء في المنزل للاعتناء بابنتهما آميليا. بعد بلوغ آميليا الثانية من عمرها، التحقت وارن بكلية روتغرز للحقوق في جامعة روتغرز-نيوارك. حصلت على درجة الدكتوراه في القانون عام 1976، ونجحت في اختبار نقابة المحامين بعد ذلك بمدة قصيرة. قبل تخرجها بقليل، أصبحت وارن حبلى بطفلهما الثاني، ألكسندر.
تطلقت وارن في 1978، وتزوجت بعدها بسنتين أستاذ الحقوق بروس إتش. مان في 12 يوليو 1980، لكنها أبقت كنية زوجها الأول. لوارن ثلاثة حفدة من ابنتها آميليا.

## كتب للقراءة
- Lizza، Ryan (4 مايو 2015). "The virtual candidate : Elizabeth Warren isn't running, but she's Hillary Clinton's biggest Democratic threat". Profiles. النيويوركر. ج. 91 ع. 11: 34–45. مؤرشف من الأصل في 2019-10-01. اطلع عليه بتاريخ 2015-07-01.
- Lopez, Linette. "Elizabeth Warren Introducing A Bill That Would Be Wall Street's Worst Nightmare." Business Insider. July 11, 2013.

## وصلات خارجية
- إليزابيث وارن على موقع IMDb (الإنجليزية)
- إليزابيث وارن على موقع ميتاكريتيك (الإنجليزية)
- إليزابيث وارن على موقع الموسوعة البريطانية (الإنجليزية)
- إليزابيث وارن على موقع روتن توميتوز (الإنجليزية)
- إليزابيث وارن على موقع مونزينجر (الألمانية)
- إليزابيث وارن على موقع رولينغ ستون (الإنجليزية)
- إليزابيث وارن على موقع قاعدة بيانات الأفلام السويدية (السويدية)
- إليزابيث وارن على موقع إن إن دي بي (الإنجليزية)
- إليزابيث وارن على موقع قاعدة بيانات الفيلم (الإنجليزية)
- إليزابيث وارن على موقع ليتربوكسد (الإنجليزية)

- Senator Elizabeth Warren official US Senate website
- Elizabeth Warren's campaign website
- إليزابيث وارن على مشروع الدليل المفتوح
- Biography at the Biographical Directory of the United States Congress
- Profile at Vote Smart
- Financial information (federal office) at the Federal Election Commission
- Legislation sponsored at the مكتبة الكونغرس
- Makers Profile: Elizabeth Warren, video produced by Makers: Women Who Make America
- مرات الظهور على سي-سبان
- أخبار مُجمّعة وتعليقات عن إليزابيث وارن في موقع صحيفة نيويورك تايمز.